# Mischphasenoxidpigment
Mischphasenoxidpigmente bezeichnet eine Gruppe von extrem beständigen, anorganischen Pigmenten. Bei Mischphasenpigmenten handelt es sich nicht, wie der Name vermuten lassen könnte, um Pigmentmischungen, sondern um feste Lösungen von Metallen in Metalloxidverbindungen.

## Einteilung und Aufbau
Mischphasenoxidpigmente werden ihrem chemischen Aufbau entsprechend in Gruppen eingeteilt. Dabei besitzen Spinell und Rutil als Basiskristalle die größte Bedeutung.

### Titanat-Pigmente
Die wichtigste Untergruppe von Mischphasenoxidpigment sind Titanate, die vom Titandioxid abgeleitet sind. Die Kristallstruktur ist die Rutil-Struktur mit Substitutionen auf dem Titanplatz. Die beiden wichtigsten Vertreter sind Nickelantimontitanat, C.I. Pigment Yellow 53 (umgangssprachlich: Nickeltitangelb) und Chromantimontitanat, C.I. Pigment Brown 24 (umgangssprachlich Chromtitangelb). Während Nickelantimontitanat ein grünstichiges Gelbpigment ist, weist Chromantimontitanat einen rotstichigen Farbton auf. Nickelantimontitanat wird hauptsächlich eingesetzt, wenn das deckendere und farbstärkere Bismutvanadat nicht stabil genug ist, was z. B. im stark basischen Milieu der Fall ist. Chromantimontitanat hat demgegenüber einen Farbton, der mit anderen hochechten Pigmenten nur schwer erreicht werden kann, so dass es relativ häufig eingesetzt wird.

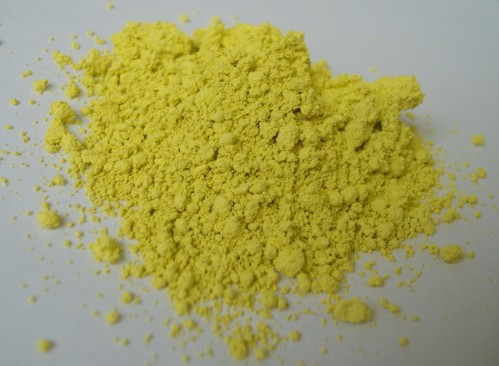
Nickelantimontitanat C.I. Pigment Yellow 53
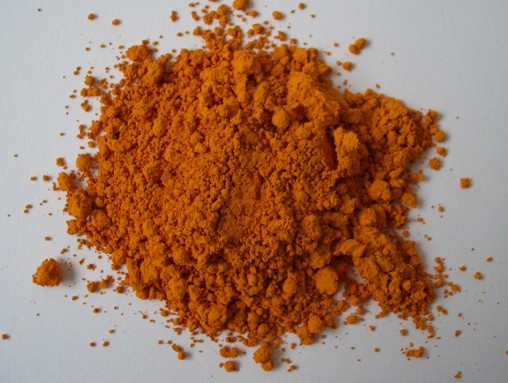
Chromantimontitanat C.I. Pigment Brown 24
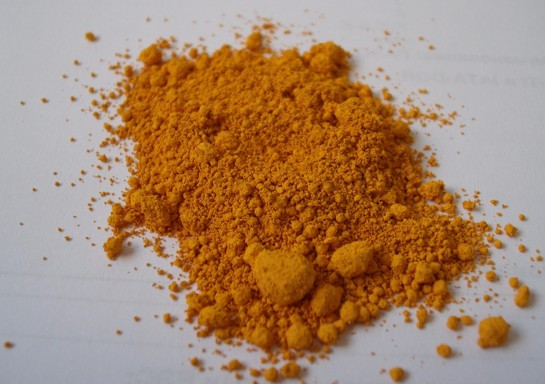
Chromantimontitanat, gelblich C.I. Pigment Brown 24

### Spinellpigmente
Cobaltaluminat (CoAl2O4), umgangssprachlich Kobaltblau, wird im Colour Index unter C.I. Pigment Blue 28 (rotstichig) und C.I. Pigment Blue 36 (grünstichig, Aluminium wird teilweise durch Chrom ersetzt) geführt. Es handelt sich um relativ reine Pigmente, die immer dort eingesetzt werden, wo das Echtheitsniveau von Kupferphthalocyanin nicht ausreicht. Daneben existieren mehrere Pigmente, die unter dem Namen Spinellschwarz bekannt sind, aber im Colour Index je nach Nebenbestandteil unter verschiedenen Bezeichnungen geführt werden. Beispielhaft seien hier C.I. Pigment Black 28 (Chrom, Kupfer), C.I. Pigment Black 30 (Nickel, Chrom) und C.I. Pigment Black 33 (Mangan) genannt. Alle basieren auf Eisenoxidschwarz (Fe3O4), wobei Eisen (Fe) teilweise durch die genannten Elemente ersetzt wird. Sie werden dann eingesetzt, wenn Ruß problematisch ist.
Der einzige bedeutende Vertreter mit inverser Spinellstruktur ist Kobalttitanat (Co2TiO4), im Colour Index unter C.I. Pigment Green 50 gelistet. Es wird umgangssprachlich als „Kobaltgrün“ bezeichnet und ist ein reines Grünpigment. Dieses kommt dann zum Einsatz, wenn Phthalocyaningrün die Anforderungen nicht erfüllt, aber Chromoxidgrün einen zu trüben Farbton erzeugt.

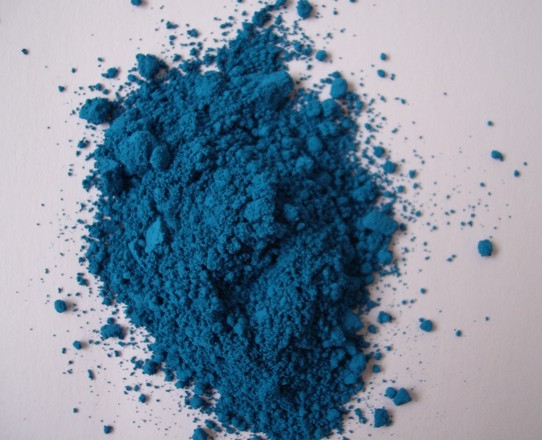
Cobaltchromspinell, bläulich C.I. Pigment Blue 36
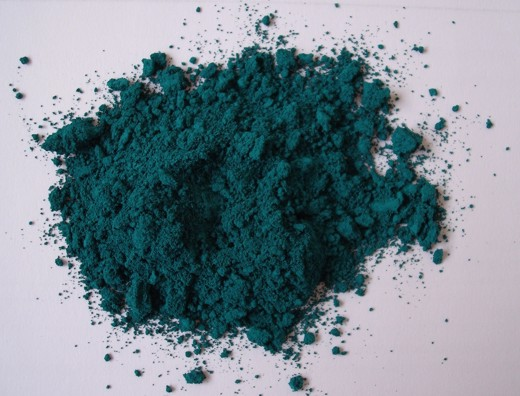
Cobaltchromspinell, grünlich C.I. Pigment Blue 36
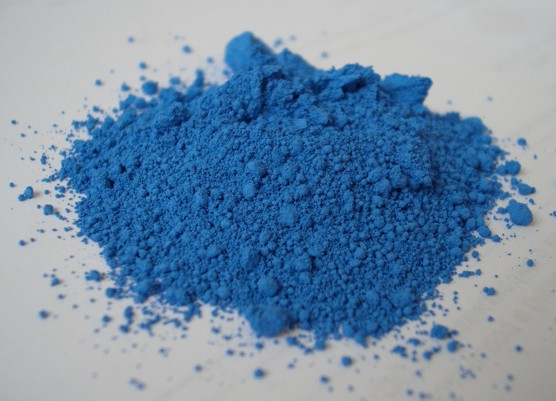
Cobaltaluminat C.I. Pigment Blue 28
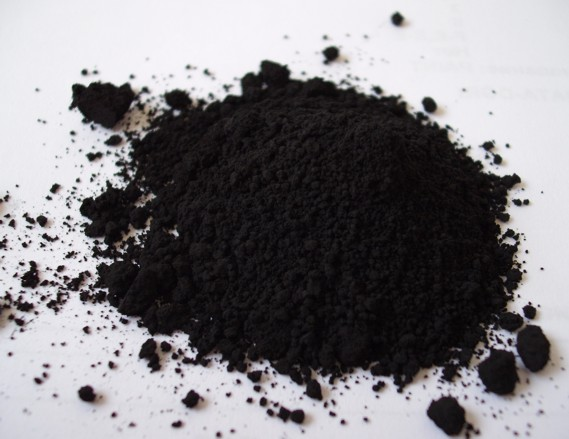
Kupferchromitschwarz C.I. Pigment Black 28
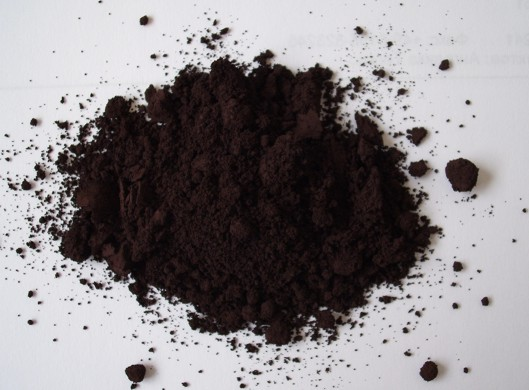
Eisenchromspinell C.I. Pigment Brown 35

## Eigenschaften
Bezeichnend für diese Gruppe von Pigmenten ist das ähnliche Eigenschaftsprofil. Die meisten der Pigmente weisen eine exzellentes Echtheitsniveau auf, sowohl was die Wetterbeständigkeit angeht, als auch die Temperatur- und Chemikalienbeständigkeit. Gleichzeitig zeigen die Pigmente nur eine geringe Farbstärke auf. Da es sich meist um sehr feine Partikel mit niedriger Porosität handelt, kann dieser Nachteil durch eine höhere Pigmentierung zum Teil ausgeglichen werden. Mischphasenoxidpigmente weisen einen, verglichen mit anderen anorganischen Pigmenten wie Eisenoxidpigmenten oder Chromoxidgrün, reinen Farbton auf. Nachteilig ist der häufig hohe Preis. Einige Mischphasenoxidpigmente, etwa C.I. Pigment Brown 35 (Chrom, Eisen) oder Spinellschwarz, zeigen ein im Vergleich zu Carbonblack höheres Remissionsvermögen im NIR. Das bewirkt eine geringere Erwärmung der Farbe im Sonnenlicht.

## Verwendung
Diese Pigmentgruppe wird nahezu ausschließlich in Anwendungsgebieten eingesetzt, wo der Einsatz organischer Pigmente nicht möglich ist und die Einstellung des gewünschten Farbtons bei ausschließlichem Einsatz anderer anorganischer Pigmente nicht möglich ist. Zu den Anwendungen zählen folglich hochwertige Fassadenfarben, Lacke für die Außenanwendung und Email. Da die weiter oben genannten, vorrangig eingesetzten Pigmente allesamt ebenfalls zu den wetterbeständigen Pigmenten zählen, ist der Einsatzbereich von Mischphasenoxidpigmenten limitiert. Eine relativ neue Anwendung sind Pigmente für Lacksysteme (Low Absorption), die einen maximalen Reflexionsgrad im Infrarot aufweisen und so den Kühlbedarf von Gebäuden verringern sollen.